# Derecha Regional Valenciana
Derecha Regional Valenciana (DRV) fue un partido político español de la región valenciana fundado en Valencia en 1930. Estuvo activo durante la Segunda República Española, aglutinando a los sectores católicos y conservadores de la burguesía agraria y pequeños y medianos propietarios.
En las provincias de Alicante y Castellón se presentó como Derecha Regional Agraria.

## Historia
Su portavoz era el Diario de Valencia y entre sus dirigentes destacaron Luis Lucia Lucia, el empresario de la seda José Duato Chapa, el fundador del Diario de Valencia Manuel Simó Marín —antiguo dirigente de Comunión Tradicionalista— e Ignacio Villalonga, presidente de la Cámara de Comercio e Industria de Valencia. Durante la Segunda República Española ocupó el cargo de presidente de la formación política el arquitecto alcoyano Joaquín Aracil Aznar. Lucia era el líder del sector reformista de inspiración socialcristiana, enfrentado a menudo al sector mayoritario, que era más conservador. Sus principios fueron esbozados en el libro de Luis Lucia En estas horas de transición, publicado en enero de 1930.

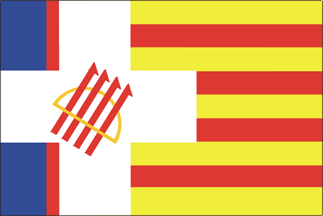
Bandera de la Derecha Regional Valenciana.

Sus creadores eran antiguos militantes del tradicionalismo, contrarios al jaimismo —el sector agrupado en torno al pretendiente Jaime de Borbón y Borbón-Parma—, y pronto atrajo a los sectores agraristas de Alcira. Ideológicamente estaba muy próximo a José María Gil-Robles, también defensor del accidentalismo de las formas de gobierno; el hecho que no mostraran un compromiso explícito con la República los hizo sospechosos a los ojos de los partidos de izquierdas.
En las elecciones municipales de 1931 disputó el electorado al Partido de Unión Republicana Autonomista (PURA) de Sigfrido Blasco-Ibáñez en las comarcas valencianas del centro y norte, y se opusieron al proyecto de estatuto de autonomía del PURA de 1931. Destacaba por su eficaz aparato administrativo y fue considerado el partido mejor vertebrado de la derecha española.

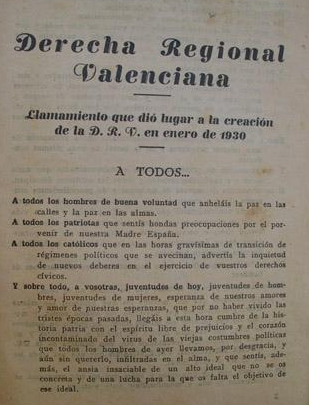
Llamamiento fundacional de la Derecha Regional Valenciana, el libro En estas horas de transición.

En las elecciones de 1933 se presentó como parte de la CEDA, siendo, junto con Acción Popular su componente más importante, y obtuvo dos escaños en Castellón, uno en Valencia capital, tres en la provincia de Valencia y tres en Alicante, entre ellos Lucia, Duato, Villalonga y Vicente Lassala Miguel, mientras que Simó era la cabeza de los concejales de la DRV en el Ayuntamiento de Valencia.
Tras la victoria del Frente Popular, el 11 de julio de 1936 su sede fue incendiada. Durante la guerra civil muchos de sus miembros, como la mayoría de los de la CEDA, apoyaron la sublevación militar, entre ellos Villalonga o Joaquín Maldonado, y al acabar muchos de ellos ocuparon importantes cargos locales del Movimiento Nacional. Manuel Simó fue encarcelado al empezar el conflicto y asesinado en octubre de 1936. También fue asesinado al comenzar el conflicto —6 de agosto de 1936— Vicente Lassala. 
No ocurrió lo mismo con Luis Lucia Lucia, que mostró su adhesión a la República, pero fue luego encarcelado y procesado, siendo condenado a penas de cárcel. Tras el triunfo franquista, fue liberado, pero poco después fue de nuevo encarcelado, esta vez por las autoridades franquistas, y condenado a muerte, aunque luego su pena fue conmutada. Duato, que salvó la vida al ser ocultado por sus mismos empleados, se mantuvo siempre al lado de Lucia y en 1940 renunció a sus cargos de concejal y presidente del sindicato textil por expreso desacuerdo con el régimen.